# Sergio Andrade
Sergio Gustavo Andrade Sánchez (Coatzacoalcos, Veracruz; 26 de noviembre de 1955) es un cantautor, productor musical y delincuente sexual mexicano. A lo largo de su carrera ha trabajado con diversos artistas del medio musical, entre ellos Lucero, Yuri, César Costa, Crystal y María José. En la década de 1990 fue representante artístico y productor musical de Gloria Trevi. 
En el año 2000, Andrade fue arrestado en Brasil a petición del gobierno mexicano, en cumplimiento de una orden de captura internacional emitida por Interpol. En 2003 fue extraditado a México, donde enfrentó un proceso judicial por los delitos de rapto, violación agravada y corrupción de menores, derivados de denuncias presentadas en el estado de Chihuahua. En 2005 fue declarado culpable y condenado a siete años y diez meses de prisión. Posteriormente, en 2007, una instancia judicial revocó la condena por corrupción de menores, aunque se mantuvieron las otras. Fue liberado tras cumplir su condena.
Como músico, ha sido reconocido con discos de oro y platino, además de premios en diversos festivales nacionales. En su faceta como cineasta, dirigió las películas Zapatos viejos (1992) y Una papa sin catsup (1995), ambas protagonizadas por Gloria Trevi, en las que también participó como guionista y compositor. Es autor de varios libros, entre ellos Revelaciones, De lo perdido lo que aparezca, La sangre inútil, Peatón y Malaliento.

## Inicios

### Primeros años
Andrade Sánchez nació el 26 de noviembre de 1955 en la ciudad portuaria de Coatzacoalcos, Veracruz. Es hijo de Eduardo Andrade Ahedo, ingeniero de Petróleos Mexicanos y posteriormente impresor de álbumes de estampillas, y de Justina Sánchez Márquez.
Su hermano mayor, Eduardo Andrade Sánchez, es abogado, locutor y político mexicano, miembro del Partido Revolucionario Institucional (PRI), exdiputado federal, exsenador y exdirector del Canal del Congreso. Durante los años en que Sergio Andrade enfrentó procesos judiciales por delitos sexuales, su hermano ocupó cargos públicos relevantes. Aunque ha declarado no compartir las acciones de su hermano menor, diversas fuentes periodísticas señalaron el impacto mediático de su relación familiar.
Cursó los primeros cuatro años de educación primaria en la Escuela Primaria "Artículo 123", Tomasa Valdés viuda de Alemán, en Coatzacoalcos, y los últimos dos en la Escuela "Árbol de la Noche Triste", en la colonia Popotla, en la Ciudad de México.[cita requerida]
Comenzó sus estudios musicales (piano y solfeo) en Coatzacoalcos con la maestra Soledad Ramos. A los 11 años ingresó al Conservatorio Nacional de Música en la Ciudad de México.[cita requerida]

### Estudios
Estudió la secundaria en el programa de Iniciación Universitaria, y cursó el bachillerato en la Preparatoria 2 de la UNAM. Posteriormente, ingresó a la Facultad de Filosofía y Letras de la misma institución, donde estudió parcialmente Filosofía y Pedagogía, y tomó algunas materias en la Facultad de Psicología.
En el Conservatorio Nacional de Música cursó la carrera de Ejecutante de Piano entre 1967 y 1973. Estudió con maestros como Carlos Barajas (piano), Mario Lavista (solfeo, armonía y análisis musical), José Ordóñez (improvisación), Héctor Quintanar y Juan León Mariscal.

### Vida privada
Andrade ha estado casado en cuatro ocasiones: con Guadalupe Casillas (1981); con María Raquenel en 1985, cuando ella tenía 15 años de edad; con Aline Hernández en 1990, también menor de edad al momento de iniciar su relación matrimonial; y con Sonia Ríos en 1997, con quien tuvo dos hijas: Sofía y Antonia.
Se le atribuyen ocho hijos: Ana Dalai (con Gloria Trevi), Valentina (con Karla de la Cuesta), Milton (con Karola de la Cuesta), María Miel (con Wendy Castelo), Francisco Ariel (con Karina Yapor), Víctor Isaac (con Marlene Calderón), y las ya mencionadas Antonia y Sofía (con Sonia Ríos).
También ha sido vinculado sentimentalmente con figuras del espectáculo como Lucía Nerea Balderas Marroquín, Elva Gabriela Olguín Castillo, Lupita Castro, Ga-bí y la actriz Cecilia Gabriela. Diversos reportes señalan relaciones simultáneas con otras artistas durante su carrera como productor.
Tras la muerte del empresario Emilio Azcárraga Milmo en 1997, Andrade comenzó a viajar por España, Chile, Argentina y Brasil con varias jóvenes a quienes representaba y que luego fueron mencionadas como víctimas durante el proceso judicial en sus contra. Entre ellas se encontraban Karina Yapor Gómez, Gloria Trevi, Marlene Calderón Derat, las hermanas Karola, Katia y Karla de la Cuesta, Sonia Ríos, María Raquenel, Liliana Soledad Regueiro y Wendy Selene Castelo. La creciente atención de los medios, especialmente TV Azteca, derivó en las denuncias por abuso y corrupción de menores, a raíz de testimonios como los de Lucía Nerea Balderas Marroquín y Aline Hernández, quien más tarde publicó el libro La Gloria por el infierno.
En 2002 se le diagnosticó síndrome de Guillain-Barré, enfermedad de la cual se recuperó posteriormente.

## Estructura de abuso, control y manipulación
Diversos testimonios, publicaciones periodísticas y libros de investigación han documentado que, a lo largo de los años 90, Sergio Andrade organizó un sistema de control emocional, físico y económico sobre varias adolescentes a las que reclutaba con la promesa de formación artística. Este sistema, que ha sido descrito por investigadoras como Claudia de Icaza y periodistas de medios como Proceso y Reforma, involucraba prácticas de aislamiento, manipulación psicológica y una estructura jerárquica que giraba en torno a su figura, a la que se referían como “El Maestro”.
Este entorno permitió que Andrade estableciera relaciones sentimentales, laborales y de dependencia con menores de edad, algunas de las cuales se convirtieron en sus parejas formales o vivieron con él durante largos periodos. Los testimonios de víctimas como Aline Hernández, Karina Yapor, Karla de la Cuesta y Liliana Regueiro, entre otras, señalan que eran sometidas a castigos físicos, humillaciones, vigilancia constante y aislamiento de sus familias.
El esquema fue conocido públicamente en los medios como “Clan Trevi-Andrade”, aunque diferentes análisis académicos y jurídicos posteriores han sugerido que dicha denominación contribuyó a la revictimización de Gloria Trevi, quien también fue menor de edad al momento de iniciar su relación profesional y personal con Andrade, y quien ha sido reconocida judicialmente como víctima de abuso y manipulación.
Este sistema de abuso se mantuvo por años, en parte gracias al control que Andrade ejercía sobre la narrativa pública mediante entrevistas, libros, y el manejo de la imagen de las jóvenes como celebridades. Las revelaciones del caso detonaron un debate mediático, legal y cultural sobre la explotación infantil en la industria del entretenimiento en México.

## Detención, extradición y proceso penal (2000–2007)
El 13 de enero de 2000, Sergio Andrade fue detenido en Río de Janeiro, Brasil, junto a Gloria de los Ángeles Treviño Ruiz y María Raquenel Portillo Jiménez, tras la emisión de una ficha roja por parte de la Interpol a solicitud del gobierno mexicano. La detención respondió a una orden de captura derivada de la denuncia presentada en marzo de 1999 por los padres de Karina Yapor, en el estado de Chihuahua, por los presuntos delitos de corrupción de menores, rapto y violación agravada.
Andrade permaneció en prisión preventiva en el centro penitenciario de Papuda, en Brasilia, durante más de tres años. El proceso de extradición fue autorizado por el Tribunal Supremo de Brasil bajo la condición de que no fuera procesado por delitos anteriores al año 2000 y que el tiempo cumplido en Brasil se contabilizara como parte de una eventual condena.
El 12 de septiembre de 2003, fue trasladado a México por agentes de Interpol México, primero al Aeropuerto Internacional Benito Juárez en Ciudad de México y luego a Chihuahua, donde fue formalmente procesado. A su llegada se le notificó un expediente judicial de 21 tomos.
El 23 de marzo de 2005, Andrade fue declarado culpable por el juez séptimo penal de Chihuahua, Javier Pineda Arzola, por los delitos de corrupción de menores, rapto y violación agravada. Fue sentenciado a 7 años y 10 meses de prisión, con una multa de 3,591 pesos mexicanos al Fondo Auxiliar de Justicia, y una indemnización de 1,061,500 pesos por daño moral a favor de Karina Yapor.
En 2007, el Supremo Tribunal de Justicia de Chihuahua revocó la condena por corrupción de menores, pero mantuvo las otras. Andrade solicitó un amparo para anular el resto de la sentencia, pero fue rechazado por un juez federal. Para cumplir con la indemnización, presentó como garantía una hipoteca por 4 millones de pesos, facilitada por un excompañero de prisión.

## Discografía (productor)
| Año  | Artista                                    | CD                                                                                          | Disquera    | Composición | Piano / Teclados* | Arreglos y Dirección | Producción | Referencia |
| ---- | ------------------------------------------ | ------------------------------------------------------------------------------------------- | ----------- | ----------- | ----------------- | -------------------- | ---------- | ---------- |
| 1982 | Lucerito, Las Vicuñitas, varios            | 15 Éxitos infantiles 15 -10 Finalistas, tema e invitados / 1.er. Festival Juguemos a cantar | Musart      | Sí          | Sí                | Sí                   | Sí         | [ 17 ]     |
| 1982 | Lucerito y varios                          | América, ésta es tu canción                                                                 | Melody      | Sí          | Sí                | Sí                   | Sí         | [ 18 ]     |
| 1982 | Lucerito, Chuchito, Ginny, Pituka y Petaka | Los Chiquillos de la TV                                                                     | Musart      | Sí          | Sí                | Sí                   | Sí         | [ 19 ]     |
| 1982 | Crystal                                    | Suavemente                                                                                  | Musart      | Sí          | Sí                | Sí                   | Sí         | [ 20 ]     |
| 1982 | Lucerito                                   | Él                                                                                          | Musart      | Sí          |                   | Sí                   | Sí         | [ 21 ]     |
| 1983 | Crystal                                    | Crystal                                                                                     | Musart      | Sí          | Sí                | Sí                   | Sí         | [ 22 ]     |
| 1983 | OKIDOKI                                    | Okidoki                                                                                     | Musart      | Sí          | Sí                | Sí                   | Sí         | [ 23 ]     |
| 1983 | Lorenzo Antonio                            | Lorenzo Antonio                                                                             | Musart      |             | Sí                | Sí                   | Sí         | [ 24 ]     |
| 1983 | CICLÓN                                     | Ciclón                                                                                      | GAMMA       | Sí          | Sí                | Sí                   | Sí         | [ 25 ]     |
| 1983 | ABACO                                      | Abaco                                                                                       | Musart      | Sí          |                   | Sí                   | Sí         | [ 26 ]     |
| 1983 | César Costa                                | TIERNO                                                                                      | WEA         | Sí          | Sí                | Sí                   | Sí         | [ 27 ]     |
| 1983 | Herb Alpert                                | Blow Your Own Horn                                                                          | A&M Records | Sí          | Sí                | Sí                   | Sí         | [ 28 ]     |
| 1984 | Yuri                                       | Tiempos mejores                                                                             | GAMMA       | Sí          | Sí                | Sí                   | Sí         | [ 29 ]     |
| 1984 | Lucerito                                   | Con tan pocos años                                                                          | Musart      | Sí          | Sí                | Sí                   | Sí         | [ 30 ]     |
| 1984 | Nuevo Astro                                | Estrellas de los 80                                                                         | Polygram    | Sí          | Sí                | Sí                   | Sí         | [ 31 ]     |
| 1984 | CICLÓN                                     | Sentimental                                                                                 | GAMMA       | Sí          | Sí                | Sí                   | Sí         | [ 32 ]     |
| 1984 | Joan Sebastian                             | Joan Sebastian                                                                              | Musart      |             | Sí                | Sí                   | Sí         | [ 33 ]     |
| 1984 | José Ma. Napoleón                          | Contra viento y marea                                                                       | Ariola      |             | Sí                | Sí                   | Sí         | [ 34 ]     |
| 1984 | Franck Pourcel                             | Para México                                                                                 | EMI         | Sí          |                   |                      |            | [ 35 ]     |
| 1984 | Álvaro Dávila                              | Que culpa tengo yo                                                                          | Ariola      | Sí          | Sí                | Sí                   | Sí         | [ 36 ]     |
| 1984 | Alondra                                    | Tormentas                                                                                   | Melody      | Sí          | Sí                | Sí                   | Sí         | [ 37 ]     |
| 1985 | Lorenzo Antonio                            | Lorenzo Antonio                                                                             | Musart      | Sí          | Sí                | Sí                   | Sí         | [ 38 ]     |
| 1985 | Crystal                                    | Crystal                                                                                     | Musart      | Sí          | Sí                | Sí                   | Sí         | [ 39 ]     |
| 1985 | Ricky Luis                                 | Ricky Luis                                                                                  | WEA         |             |                   | Sí                   | Sí         | [ 40 ]     |
| 1985 | Boquitas Pintadas                          | Boquitas Pintadas                                                                           | WEA         | Sí          | Sí                | Sí                   | Sí         | [ 41 ]     |
| 1985 | María Martha Serra Lima                    | Plenamente                                                                                  | CBS         | Sí          |                   |                      |            | [ 42 ]     |
| 1989 | Gloria Trevi                               | ...¿Qué hago aquí?                                                                          | Ariola      |             | Sí                | Sí                   | Sí         | [ 43 ]     |
| 1989 | Ivonne e Ivette                            | Ivonne + Ivette= Gemelas                                                                    | WEA         | Sí          | Sí                | Sí                   | Sí         | [ 44 ]     |
| 1989 | Crystal                                    | Canta las nuevas canciones de Sergio Andrade                                                | ARPEGIO     | Sí          | Sí                | Sí                   | Sí         | [ 45 ]     |
| 1991 | Gloria Trevi                               | Tu Ángel de la Guarda                                                                       | BMG         |             | Sí                | Sí                   | Sí         | [ 46 ]     |
| 1991 | Aline Hernández                            | Chicas feas                                                                                 | BMG         |             | Sí                | Sí                   | Sí         |            |
| 1992 | Gloria Trevi                               | Me siento tan sola                                                                          | BMG         |             | Sí                | Sí                   | Sí         | [ 47 ]     |
| 1994 | Gloria Trevi                               | Más turbada que nunca                                                                       | BMG Ariola  |             | Sí                | Sí                   | Sí         | [ 48 ]     |
| 1995 | Gloria Trevi                               | si me llevas contigo                                                                        | BMG         |             | Sí                | Sí                   | Sí         | [ 49 ]     |
| 1995 | Mary Boquitas                              | Mary Boquitas                                                                               | COLUMBIA    | Sí          | Sí                | Sí                   | Sí         | [ 50 ]     |

(*) En algunos discos, solamente en algún(os) track(s).

### Cantante
En 1985, Sergio Andrade grabó su primer disco como solista, titulado Mis preferidas, bajo el sello Discos Valsur. En este trabajo compuso todos los temas y participó como arreglista, director musical y productor. Debutó como cantante con la canción "Divina" en el programa Siempre en Domingo, y posteriormente se presentó en diversos espacios de radio y televisión, como Hoy mismo, conducido por Guillermo Ochoa, y En Vivo con Ricardo Rocha en Televisa.
En 2005, tras obtener su libertad, ofreció un concierto en el Teatro de la Ciudad de Chihuahua, acompañado por un grupo de internos del Centro de Readaptación Social de Aquiles Serdán, con quienes había formado un ensamble musical durante su reclusión.
En 2009 produjo el disco doble Cómo pasa el tiempo…!, grabado en la Ciudad de México. La producción incluyó canciones de larga duración con temáticas como la ecología, el paso del tiempo y leyendas andinas, además del uso de instrumentos tradicionales andinos y prehispánicos junto a elementos contemporáneos.

## Discografía (cantante)
| Año  | LP / CD / SINGLE                           | Disquera        | Detalles*                                                                                               | Portada | Referencia |
| ---- | ------------------------------------------ | --------------- | --- | ------- | ---------- |
| 1985 | MIS PREFERIDAS ( LP)                       | Discos Valsur   | Canciones, Arreglos, Dirección, Producción e Interpretación, Piano, Teclados, varios Instrumentos y Voz |         | [ 54 ]     |
| 2009 | CÓMO PASA EL TIEMPO...!                    | amarantoRECORDS | Canciones, Arreglos, Dirección, Producción e Interpretación, Piano, Teclados, varios Instrumentos y Voz |         | [ 55 ]     |
| 2012 | VIVIRÉ PARA AMARTE                         | amarantoRECORDS | Canciones, Arreglos, Dirección, Producción e Interpretación, Piano, Teclados, varios Instrumentos y Voz |         | [ 56 ]     |
| 2012 | POBRE TWITERO (Poor Twitter-Guy) (Single)  | amarantoRECORDS | Canciones, Arreglos, Dirección, Producción e Interpretación, Piano, Teclados, varios Instrumentos y Voz |         | [ 57 ]     |
| 2012 | Sergio Andrade: Sus Éxitos de Festival     | amarantoRECORDS | Canciones, Arreglos, Dirección, Producción e Interpretación, Piano, Teclados, varios Instrumentos y Voz |         | [ 58 ]     |
| 2012 | A VECES EL AMOR...                         | amarantoRECORDS | Canciones, Arreglos, Dirección, Producción e Interpretación, Piano, Teclados, varios Instrumentos y Voz |         | [ 59 ]     |
| 2012 | PIANO PASSION Tracks Vol. 1 (Instrumental) | amarantoRECORDS | Canciones, Arreglos, Dirección, Producción e Interpretación, Piano, Teclados, varios Instrumentos y Voz |         | [ 60 ]     |

(*) Con participación de Orquesta y/o Grupo y/o distintos Músicos solistas.

## Filmografía
Sergio Andrade incursionó en el cine después de su trayectoria como compositor y productor musical. Estudió brevemente en el American Film Institute de Los Ángeles, California, y realizó cortometrajes experimentales en formato Súper 8 durante su juventud.
Su debut como compositor cinematográfico fue en Pelo suelto (1991), dirigida por Pedro Galindo III y protagonizada por Gloria Trevi. Posteriormente, debutó como director con la cinta Zapatos viejos (1993), también protagonizada por Trevi junto al boxeador Jorge "Maromero" Páez. La película, con elementos de musical y cine infantil, fue un éxito comercial y permaneció durante años como una de las películas más taquilleras del cine mexicano.
En 1995 dirigió Una papa sin catsup, una comedia musical que también coescribió y musicalizó. Protagonizada por Trevi en un doble papel, la película generó opiniones divididas entre críticos y académicos, quienes señalaron su tono escatológico y transgresor. Algunos críticos como Jorge Ayala Blanco la describieron como "fallida pero provocadora", y como una rareza dentro del cine popular mexicano de la época.

### Dirección y guion
- Zapatos viejos (1993) – director, guionista, compositor
- Una papa sin catsup (1995) – director, guionista, compositor

### Composición musical
- Pelo suelto (1991)

### Estilo y crítica
El cine de Sergio Andrade ha sido descrito como irreverente, provocador y adelantado a su tiempo por algunos críticos. El periodista Nicolás Alvarado se refirió a Zapatos viejos y Pelo suelto como "clásicos de la cinematografía nacional", destacando su tono iconoclasta y marginal.
Sin embargo, el análisis crítico de Jorge Ayala Blanco también subraya las limitaciones formales de su obra, considerándola "perturbadora, fallida y aun así fascinante en su propuesta estética".

## Libros
Sergio Andrade ha publicado varios libros de poesía, cuento y novela, algunos escritos durante su reclusión en la década de 2000. Entre ellos se encuentran:
- Revelaciones (2002), Editorial Planeta.
- De lo perdido, lo que aparezca (2006), Editorial Literalia.
- La sangre inútil (2007), Ediciones B.
- Malaliento (2011), Editorial Alaminos.
- Samuel aprende a ser fantasma (2011), Editorial Alaminos.
- Peatón (2011), Editorial Alaminos.
- Se vende (2011), Editorial Alaminos.